# Qūţī Darreh-ye Bālā
Qūţī Darreh-ye Bālā (persiska: قوطی دَرِّۀ بالا, قوطی درّه بالا) är en ort i Iran.   Den ligger i provinsen Kermanshah, i den västra delen av landet, 400 km väster om huvudstaden Teheran. Qūţī Darreh-ye Bālā ligger 1 583 meter över havet och antalet invånare är 122.
Terrängen runt Qūţī Darreh-ye Bālā är lite kuperad, och sluttar västerut. Runt Qūţī Darreh-ye Bālā är det ganska tätbefolkat, med 56 invånare per kvadratkilometer. Närmaste större samhälle är Harsīn, 13,7 km norr om Qūţī Darreh-ye Bālā. Omgivningarna runt Qūţī Darreh-ye Bālā är i huvudsak ett öppet busklandskap.